# Línea 116 (Rosario)
Línea 116 es una línea de transporte urbano de pasajeros de la ciudad de Rosario, Argentina. Actualmente se encuentra operando en fusión con el itinerario sur de la línea 129 debido a la situación de emergencia en el transporte ocasionado por la pandemia bajo la denominación de Línea 116 129. El tramo noroeste de línea 129 opero en fusión con líneas 134 y 135. 
Originariamente el servicio de línea 116 era prestado bajo la denominación de línea 202 (luego 202 negro) por Cooperativa Obrera Provincias Unidas Limitada devenida en Transportes Automotores Provincias Unidas SRL (cambiando en 1986 su denominación a línea 116) hasta su quiebra pasando finalmente a ser operada por la Sociedad del Estado Municipal para el Transporte Urbano Rosario -SEMTUR devenida en MOVI desde 2019.

## Recorrido

### 116 129 Barrio Acíndar - Estadio de Hockey Mundialista Luciana Aymar
Servicio diurno y nocturno.
IDA: Desde Siunda (ex calle 1635) entre Laflor y Jacobacci, por Siunda, Bernheim, Ing. Miglierini, Av. Calasanz (O-E), Urizar (S-N), A. Magaldi, Bv. Wilde, Av. Mendoza, Colombres, White, Donado, Av. Eva Perón - Av. Córdoba, Riccheri, San Lorenzo, Entre Ríos, Gálvez, Bv. Oroño, Gaboto, M. Rodríguez, Av. Jorge Cura, Av. O. Lagos, Av. Acevedo, Crespo, Mosconi, Bv. Avellaneda, Winter hasta Cipolletti.
VUELTA: Desde Winter y Cipolletti, por Winter, Nahuel Huapi, Mosconi, Crespo, Av. Acevedo, Av. O. Lagos, Av. Jorge Cura, Bv. Oroño, Virasoro, Corrientes, Santa Fe, Av. Eva Perón, Donado, Chassaing, Colombres, Av. Mendoza, Bv. Wilde, Bernheim, Urizar (N-S), Av. Calasanz (E-O), Siunda (ex calle 1635) hasta Suinda entre Laflor y Jacobacci.